# 威嚴線翼鯰
威嚴線翼鯰為輻鰭魚綱鯰形目海鯰科的其中一種，分布於西太平洋區的巴布亞紐幾內亞的Fly河流域，體長可達60公分，棲息在中底層水域。

## 擴展閱讀
維基物種上的相關：威嚴線翼鯰